# فرودگاه بین‌المللی چو لی

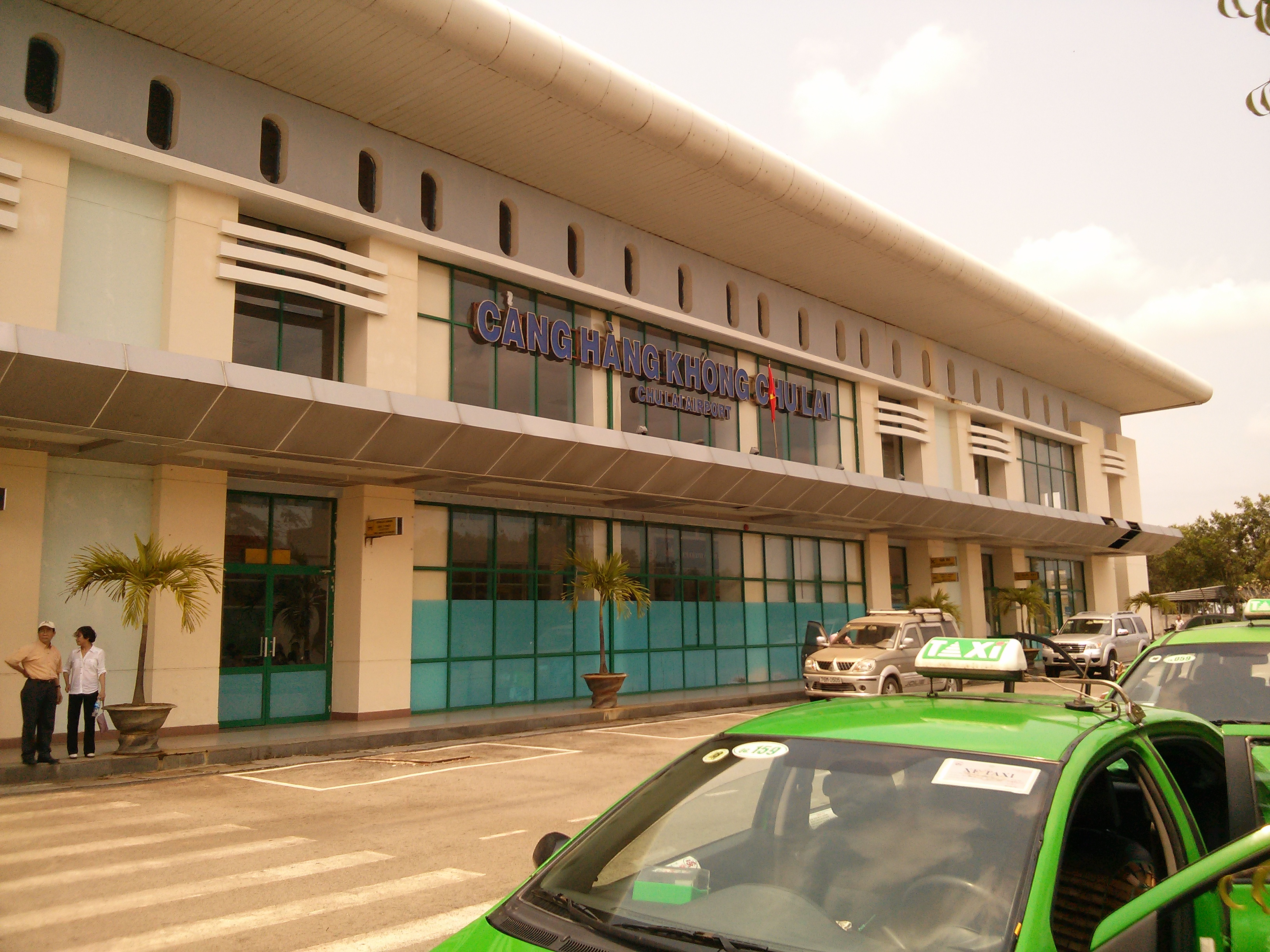
فرودگاه بین‌المللی چو لی

فرودگاه بین‌المللی چو لی (به انگلیسی: Chu Lai International Airport) (به زبان بومی: Sân bay Chu Lai) یک فرودگاه با کد یاتا VCL است که یک باند فرود بتن دارد و طول باند آن ۳٫۰۴۸ متر است. این فرودگاه در کشور ویتنام قرار دارد.

## شرکت‌های هواپیمایی و مقصدهای پروازی
| شرکت‌های هواپیمایی               | مقصدهای پروازی       |
| ------------------------------- | -------------------- |
| Jetstar Pacific Airlines        | نوا به، تان سون نهات |
| ویت‌جت ایر                       | نوا به، تان سون نهات |
| ویتنام ایرلاینز                 | نوا به               |
| ویتنام ایرلاینز اجرا توسط VASCO | تان سون نهات         |